# Juan Jaques
Juan Jacques asume como presidente del Club Atlético Huracán el  28 de junio de 1911, fue presidente entre los años 1911 y 1913. En ese entonces las reuniones de la comisión directiva de la institución se hacían en dos domicilios; Rondeu 3066 y Palmas 2977. Bajo su mandato, el equipo consiguió el ascenso a segunda división de la Asociación Argentina de Football. 
En 1913, fue sucedido como presidente por Hilario Ramponi, aunque no se alejó del club y continuo dentro de la comisión directiva.

## Presidencia
| Predecesor: José Balsamini | Presidente del Club Atlético Huracán 1911 - 1913 | Sucesor: Hilario Ramponi |